# 2009年中國網球公開賽
2009中國網球公開賽是第11屆中國網球公開賽，是ATP世界巡迴賽500中的一項賽事，也是WTA四項女子皇冠明珠賽之一，於10月2日至10月11日在中國北京国家網球中心舉行。

## WTA參賽名單

### 種子球手
| 國籍     | 選手                  | 排名1 | 種子 |
| -------- | --------------------- | ----- | ---- |
| 俄羅斯   | 迪娜拉·薩芬娜         | 1     | 1    |
| 美國     | 塞雷娜·威廉姆斯       | 2     | 2    |
| 美國     | 維納斯·威廉姆斯       | 3     | 3    |
| 俄羅斯   | 耶莲娜·德门蒂耶娃     | 4     | 4    |
| 丹麥     | 卡露蓮·禾絲妮雅姬     | 5     | 5    |
| 俄羅斯   | 斯維特拉娜·庫茲涅佐娃 | 6     | 6    |
| 俄羅斯   | 薇拉·兹沃纳列娃       | 7     | 7    |
| 塞爾維亞 | 耶萊娜·揚科維奇       | 8     | 8    |
| 白俄羅斯 | 維多利亞·阿扎連卡     | 9     | 9    |
| 義大利   | 弗拉維婭·佩內塔       | 10    | 10   |
| 塞爾維亞 | 安娜·伊萬諾維奇       | 11    | 11   |
| 波蘭     | 阿格涅什卡·拉德萬斯卡 | 12    | 12   |
| 俄羅斯   | 娜佳·彼得罗娃         | 13    | 13   |
| 法國     | 瑪麗恩·巴托莉         | 14    | 14   |
| 澳大利亞 | 薩曼莎·斯托瑟         | 15    | 15   |
| 中國     | 李娜                  | 16    | 16   |
| 法國     | 維吉妮·拉扎諾         | 18    | 17   |

- 根據2009年9月28日WTA单打世界排名决定種子排序。
- 由於伊萬諾維奇退出此項賽事，拉扎諾成為17種子。

## ATP參賽名單

### 種子球手
| 國籍       | 選手              | 排名1 | 種子 |
| ---------- | ----------------- | ----- | ---- |
| 西班牙     | 拉斐爾·納達爾     | 2     | 1    |
| 塞爾維亞   | 諾瓦克·德约科維奇 | 4     | 2    |
| 美國       | 安迪·羅迪克       | 6     | 3    |
| 俄羅斯     | 尼古萊·達維登科   | 8     | 4    |
| 西班牙     | 費爾南多·沃達斯科 | 9     | 5    |
| 瑞典       | 羅賓·索德林       | 11    | 6    |
| 智利       | 費爾南多·岡薩雷斯 | 12    | 7    |
| 克羅埃西亞 | 馬林·西利奇       | 15    | 8    |

- 根據2009年9月28日ATP单打世界排名决定種子排序。

## 冠軍得主

### 男子單打
諾瓦克·德约科維奇 擊敗  馬林·西利奇， 6-2, 7-64
- 這是德约科維奇今年的第3個冠軍，也是個人職業生涯第14個冠軍。

### 女子單打
斯維特拉娜·庫茲涅佐娃 擊敗  阿格涅什卡·拉德萬斯卡， 6-2, 6-4
- 這是庫茲涅佐娃今年的第3冠軍，也是個人職業生涯第12個冠軍。

### 男子雙打
鮑勃·布賴恩 /  邁克·布賴恩 擊敗  馬克·諾爾斯 /  安迪·羅迪克， 6-4, 6-2

### 女子雙打
謝淑薇 /  彭帥 vs.  埃拉·库德里亚夫特塞娃 /  叶卡捷琳娜·马卡洛娃， 6-3, 6-1

## 外部連結
- 官方網址（页面存档备份，存于）
- 男子單打籤表（页面存档备份，存于）
- 女子單打籤表
- 女子雙打籤表
- 男子外圍賽單打籤表（页面存档备份，存于）
- 女子外圍賽單打籤表